# Empoli Football Club
El Empoli Football Club es un club de fútbol de Italia, de la ciudad de Empoli, en la región de Toscana. Fue fundado en 1920 y forma parte de la segunda categoría del fútbol de Italia, la Serie B.

## Historia
En 1920 nacieron dos equipos en la ciudad, el FootBall Club Empoli y la sezione calcio dell'Unione Sportiva Empolese. Los dos equipos se unieron fundándose el Empoli Football Club. El primer presidente del equipo fue Dino Brogi. En la temporada 86-87 se estrenó en la Serie A, aunque no pudo evitar el descenso, ubicándose a un punto de los puestos de salvación que ocuparon el Ascoli y Udinese. Volvió a disputar la máxima categoría hasta la temporada 97-98, en la cual evitó el descenso por dos puntos. La temporada 98-99 se ubicó al fondo de la clasificación con 22 puntos en 34 jornadas, certificando su vuelta a la Serie B con cuatro partidos por disputar tras caer 0-2 como local contra Bari en la fecha 30.
Disputó la Serie A nuevamente en la temporada 02-03, en la cual alcanzó los octavos de final de copa, pero cayó con marcador global de 4-1 contra la Lazio. La temporada 03-04 volvió a descender tras caer en la fecha 33 con un marcador de 2-0 en su visita al Ancona, equipo que se ubicaba último y que apenas lograba su segundo triunfo de la temporada. En la temporada 04-05 ganó su primer título de Serie B a pesar de caer 4-1 en Bari y ser alcanzado en puntos por Torino y Perugia, equipos que finalmente no lograron el ascenso debido a su delicada situación económica. La temporada 05-06 se ubicó en la octava posición empatado en puntos con Parma, equipo que lo superó en los enfrentamientos directos, quedando cerca de disputar una competencia europea por primera vez en su historia.
Empoli alcanzó su mejor ubicación en Serie A en la temporada 06-07, tras colocarse en la séptima posición con 54 puntos, clasificando a las rondas previas de la Copa de la UEFA. Además, logró acceder hasta cuartos de final de la Copa de Italia tras derrotar a Genoa en octavos de final, para posteriormente ser eliminados por el Inter de Milán. La temporada 07-08 se enfrentó al FC Zúrich de Suiza en la primera ronda de la Copa de la UEFA. En el partido de ida, derrotó al cuadro helvético 2-1 como local, pero perdió 0-3 en el partido de vuelta. Esta temporada volvió a descender tras caer 2-0 en su visita a la Reggina en la fecha 37 en un enfrentamiento directo por la salvación. Disputó 5 temporadas en Serie B hasta lograr el ascenso después de quedar subcampeón de la categoría de plata en la 13-14. Permanceció tres temporadas en Serie A, hasta que descensió en la 16-17. A falta de un partido se ubicaba un punto por encima del debutante Crotone. Empoli perdió 2-1 en su visita a Palermo en la fecha 38, mientras que los calabreses derrotaron 3-1 a la Lazio.
Permaneció solo una temporada en Serie B, tras ganar su segundo título de la categoría en la 17-18 con trece puntos de diferencia con respecto al subcampeón Parma. En la 18-19 no pudo evitar un nuevo descenso, a pesar de ubicarse em la decimoséptima posición con un partido por jugar. En la fecha 38 empataba en su visita al Inter de Milán hasta que Radja Nainggolan logró el 2-1 definitivo en el minuto 81', mientras que Genoa empató 0-0 en su visita a la Fiorentina. Ambos equipos empataron en 38 puntos, pero los genoveses lograron la salvacion tras haber vencido en los dos enfrentamientos directos.
En la temporada 20-21 logró su tercer título de Serie B, por lo que disputará la Serie A una vez más en la temporada 21-22.
El 26 de febrero de 2025, estando en puestos de descenso en Serie A, consiguió vencer en Copa Italia por penales a la Juventus en el Juventus Stadium mediante el penal de Luca Marianucci, consiguiendo un pase enfrentándose al Bolonia F.C a Semifinales del certamen por Primera vez en su Historia.

## Uniforme
- Uniforme titular: camiseta, pantalón y medias azules.
- Uniforme alternativo: camiseta, pantalón y medias blancos.
- Tercer uniforme: camiseta, pantalón y medias azules oscuros.

| 2024 | 2024 | 2024 |

## Estadio

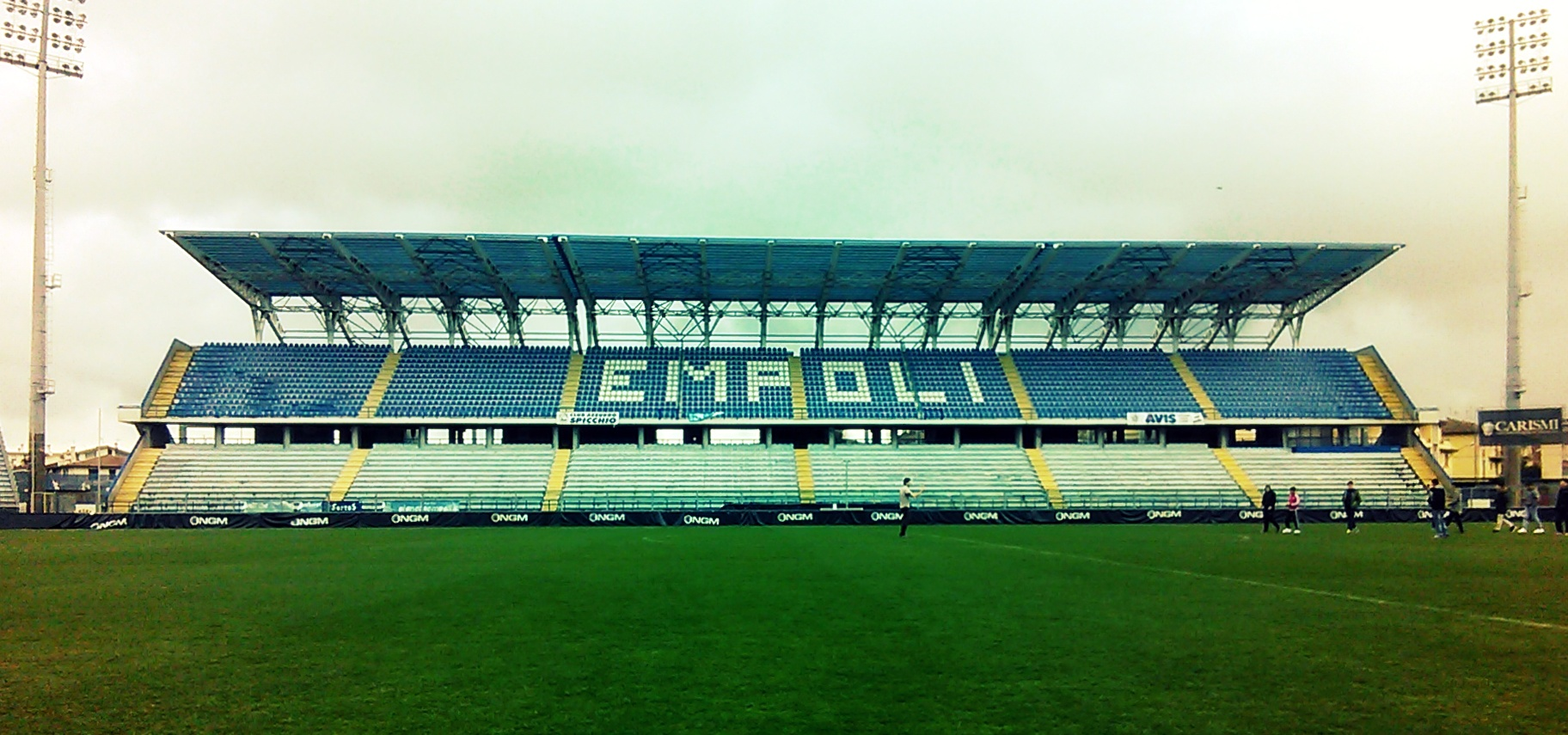
Estadio Castellani.

El Stadio Carlo Castellani está situado en la zona deportiva de la ciudad toscana de Empoli, en la Via delle Olimpiadi. Está formado por dos tribunas que poseen en total una capacidad de 19.847 personas. La tribuna sur ha sido recientemente reformada con financiamiento de la Comuna de Empoli y la banca de Crédito Cooperativo. El estadio posee una pista atlética y otra de salto en largo. Sus dimensiones son de 107x67 metros.

## Datos del club
- Temporadas en primera división: 15
- Temporadas en segunda división: 21
- Temporadas en tercera división: 50

## Futbolistas destacados
Estos son los jugadores destacados que jugaron en el Empoli, ya sea por importancia histórica del club o su relevancia internacional:
- Vincenzo Montella (1990-95)
- Luciano Spalletti (1991-93) ‡
- Luca Toni (1996-97)
- Antonio Di Natale (1996-97) y (1999-05)
- Marcelo Zalayeta (1998-99)
- Francesco Tavano (2001-06) y (2011-15)
- Eder (2005-07) y (2009-10)
- Sebastian Giovinco (2007-08)
- Claudio Marchisio (2007-08)
- Piotr Zieliński (2014-16)
- Leandro Paredes (2015-16)
- Alberto Gilardino (2016-17)
- Ismaël Bennacer (2017-19)
- Rade Krunić (2015-19)

‡ Además de jugador fue entrenador del equipo

## Palmarés
| Competición nacional       | Títulos                              | Subcampeonatos     |
| -------------------------- | ------------------------------------ | ------------------ |
| Serie B (3/2)              | 2004-05, 2017-18, 2020-21            | 1996-97, 2013-14   |
| Serie C, Serie C1 (1/1)    | 1982-83 (Grupo B),                   | 1951-52 (Grupo C), |
| Coppa Italia Serie C (1/0) | 1995-96                              |                    |
| Serie D (2/1)              | 1960-61 (Grupo A), 1962-63 (Grupo D) | 1958-59 (Grupo E), |

## Participación en competiciones de la UEFA
| Temporada | Torneo   | Ronda | Club   | Casa | Visita | Global |
| --------- | -------- | ----- | ------ | ---- | ------ | ------ |
| 2007–08   | UEFA Cup | 1     | Zürich | 2–1  | 0–3    | 2–4    |